# Bauhinia beguinotii
Bauhinia beguinotii är en ärtväxtart som beskrevs av Georg Cufodontis. Bauhinia beguinotii ingår i släktet Bauhinia och familjen ärtväxter.

## Underarter
Arten delas in i följande underarter:
- B. b. beguinotii
- B. b. gorgonae